# ناتینگ فون ۱

تصویر پشت گوشی ناتینگ فون ۱

گوشی ناتینگ فون ۱، که با نام Phone (1) نیز شناخته می‌شود، یک گوشی هوشمند اندرویدی است که توسط شرکت ناتینگ تولید شده است. این گوشی در تاریخ ۲۳ مارس ۲۰۲۲ معرفی شد و در تاریخ ۲۱ ژوئیه ۲۰۲۲ به بازار عرضه شد.